# Villa Levi-Tedeschi

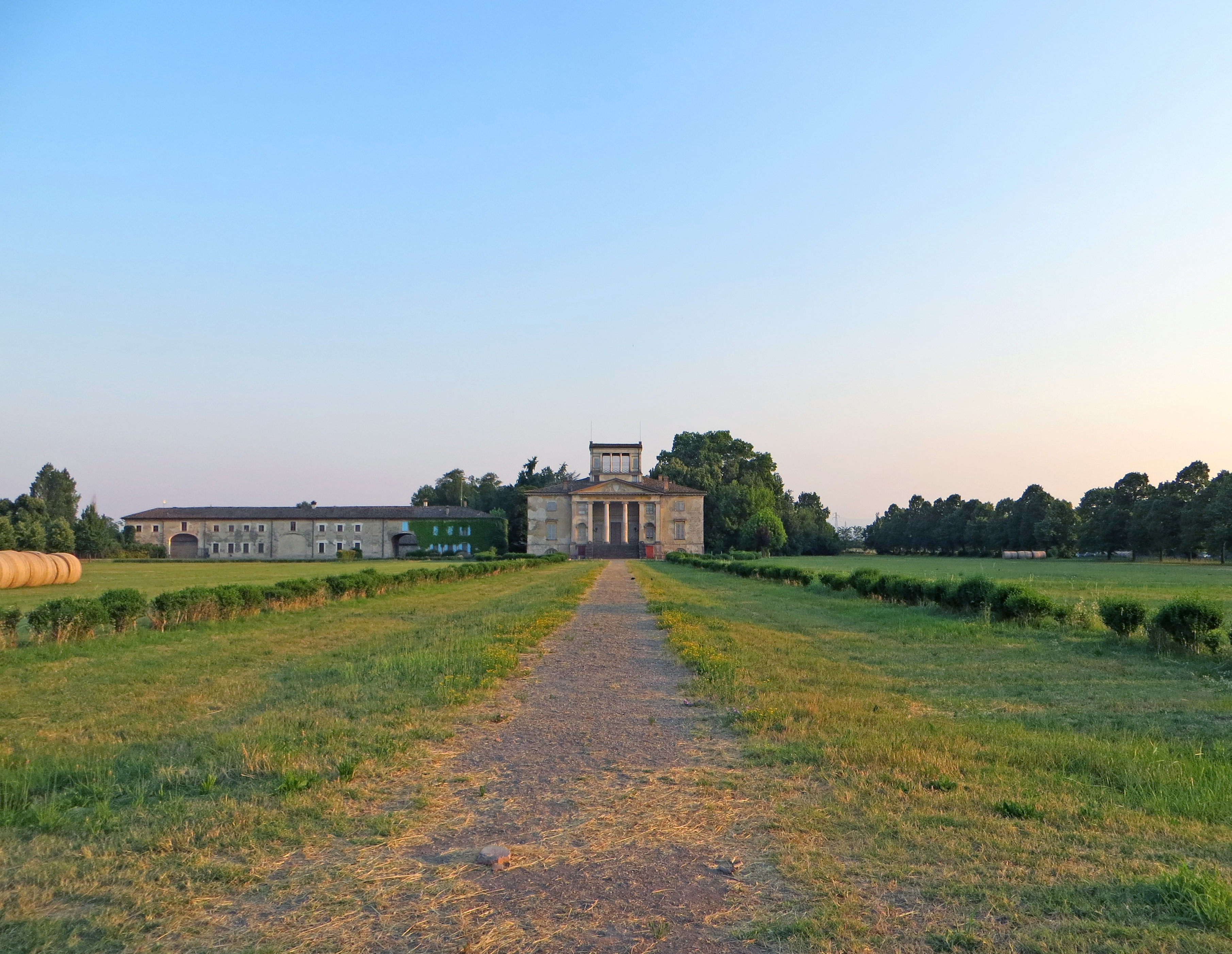
Villa Levi-Tedeschi in Parma

Die Villa Levi-Tedeschi ist ein klassizistisches Landhaus südlich der Via Emilia Ovest im Ortsteil Crocetta der Stadt Parma in der italienischen Region Emilia-Romagna.

## Geschichte
Antonio und Ludovico Laurent, reiche Bankiers der Herzogin von Parma, Marie-Louise von Österreich, ließen das Landhaus vom Architekten Paolo Gazola in den Jahren 1822–1825 errichten. Die Herzogin nutzte das Haus bei verschiedenen Gelegenheiten, ob sie nun Feste besuchte oder sich dort heimlich mit Adam Albert von Neipperg traf.
Infolge einer schweren finanziellen Notlage der Eigentümer wurde das Landgut einschließlich des Parks und der Stallungen einige Jahre später versteigert; Michele Levi-Tedeschi kaufte es und übertrug es seiner Tochter Maria und ihren Nachkommen der Familie Tedeschi.
1960 wählte man die opulente Villa als Set für den Film Das Mädchen mit dem leichten Gepäck von Valerio Zurlini mit Claudia Cardinale. Im Jahre 1992 wurden dort einige Szenen des Films C'è Kim Novak al telephono (1994) von Riki Roseo gedreht und 2003 die einer Episode der ersten Serie von R.I.S. – Delitti imperfetti (2005).
2008 begann man mit den Restaurierungsarbeiten an einem Teil der ehemaligen Stallungen.

## Beschreibung
Der fast rechteckige Park erstreckt sich südlich der Via Emilia. In seiner Mitte liegt die Villa, auf der Südostseite flankiert vom U-förmigen Gebäude der ehemaligen Stallungen. Eine geradlinige Allee mit Hecken führt

### Villa

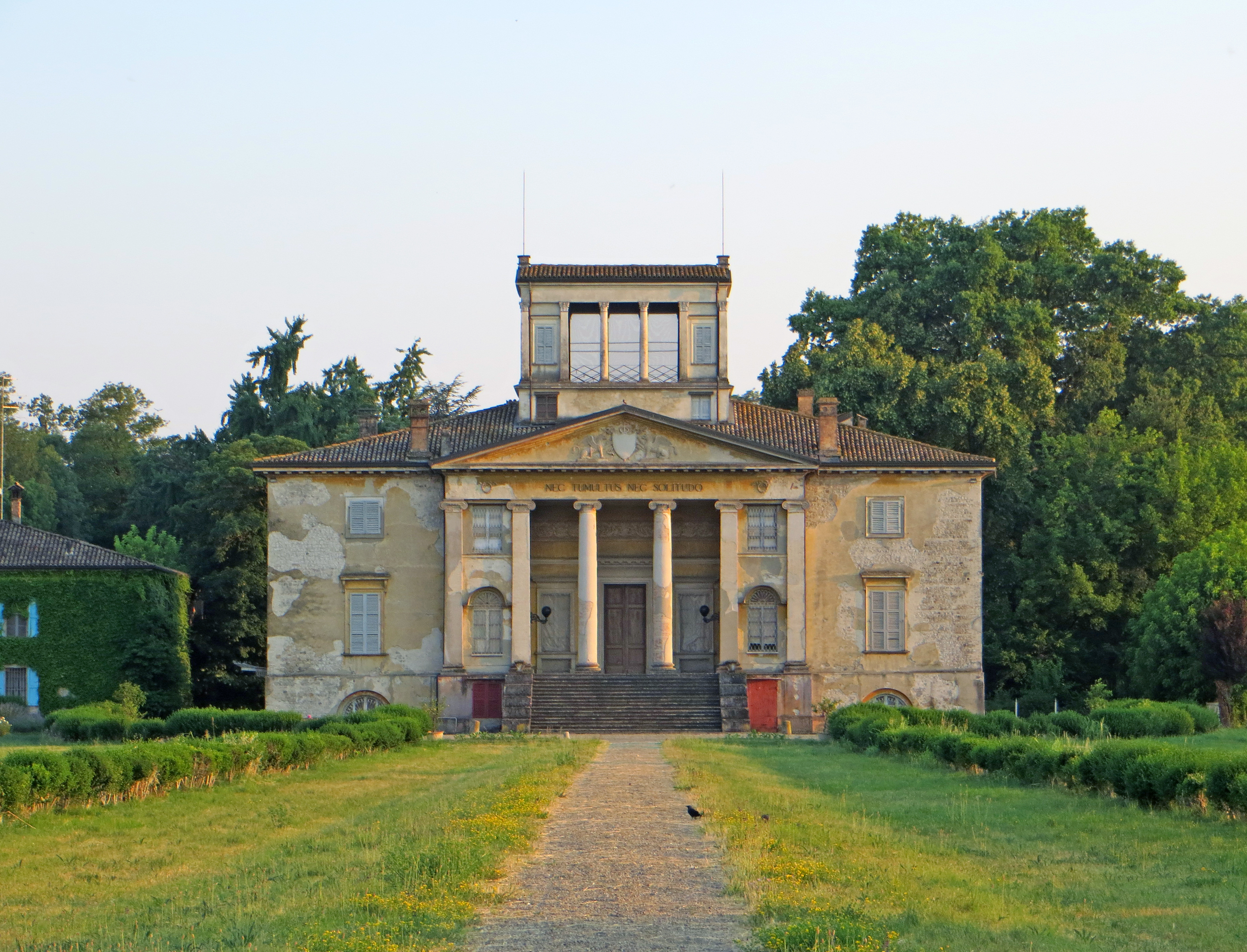
Fassade des Landhauses

Das Landhaus hat einen rechteckigen Grundriss; die Eingangstüre liegt auf der Nordseite.
Vor der symmetrischen Hauptfassade liegt mittig eine breite Treppe, die zum Eingang führt. Der mittlere Baukörper ist durch vier Lisenen an den Seiten und zwei ionische Säulen in Kolossalordnung in der Mitte in fünf Teile geteilt. In der Mitte liegt eine zweistöckige Vorhalle mit einer mit Fresken verzierten Gewölbedecke. Das Eingangsportal ist in einen Rahmen mit Architrav gefasst und flankiert von zwei hohen Fenstern. Ganz oben, über dem Architrav, der mit der Inschrift NEC TUMULTUS NEC SOLITUDO verziert ist, erhebt sich ein breites Tympanon, in dessen Mitte das Wappen der Familie Laurent angebracht ist. Die beiden Seitenflügel haben zwei Reihen gerahmter Fenster übereinander und dazu ein Tiefparterre mit Lünettenöffnungen. In der Mitte des Walmdaches erhebt sich ein hohes Türmchen mit Satteldach. In der Mitte der Nord- und Südfassade sitzt jeweils eine Loggia, getragen von schlanken Säulen mit korinthischen Kapitellen, die sich in Form von Pilastern über den gesamten Umfang fortsetzen.
Die dreigeteilte Rückansicht, deren mittlerer Teil ganz leicht vorspringt, ist durch eine Treppe mit gegenläufigen Rampen gekennzeichnet, die zum Eingangsportal führt, das durch Rahmen und Tympanon begrenzt und über dem eine Sonnenuhr angebracht ist. An den Seiten liegen zwei Fenster, ebenfalls mit Rahmen und Tympanon. Die beiden Seitenflügel zeigen je zwei Fensterreihen übereinander, ebenfalls begrenzt durch Rahmen und darüber hinaus Lünetten im Tiefparterre.
Durch die Eingangstüre tritt man in den monumentalen Durchgangsempfangssalon ein, der, wie zahlreiche weitere Räume, eine mit Fresken verzierte Klostergewölbedecke hat, auf der mythologische Szenen dargestellt sind, die von Giovan Battista Borghesi geschaffen wurden. Die Wände der Säle sind mit Tapeten aus dem 19. Jahrhundert versehen, die von Hand gemalt wurden. Die Einrichtung und die zeitgenössischen Beleuchtungskörper sind ebenso von besonderer Pracht.
In dem Gebäude sind auch die Glocken der ursprünglichen elektrischen Anlage erhalten, die zu den ersten in Italien gebauten zählt.

### Park

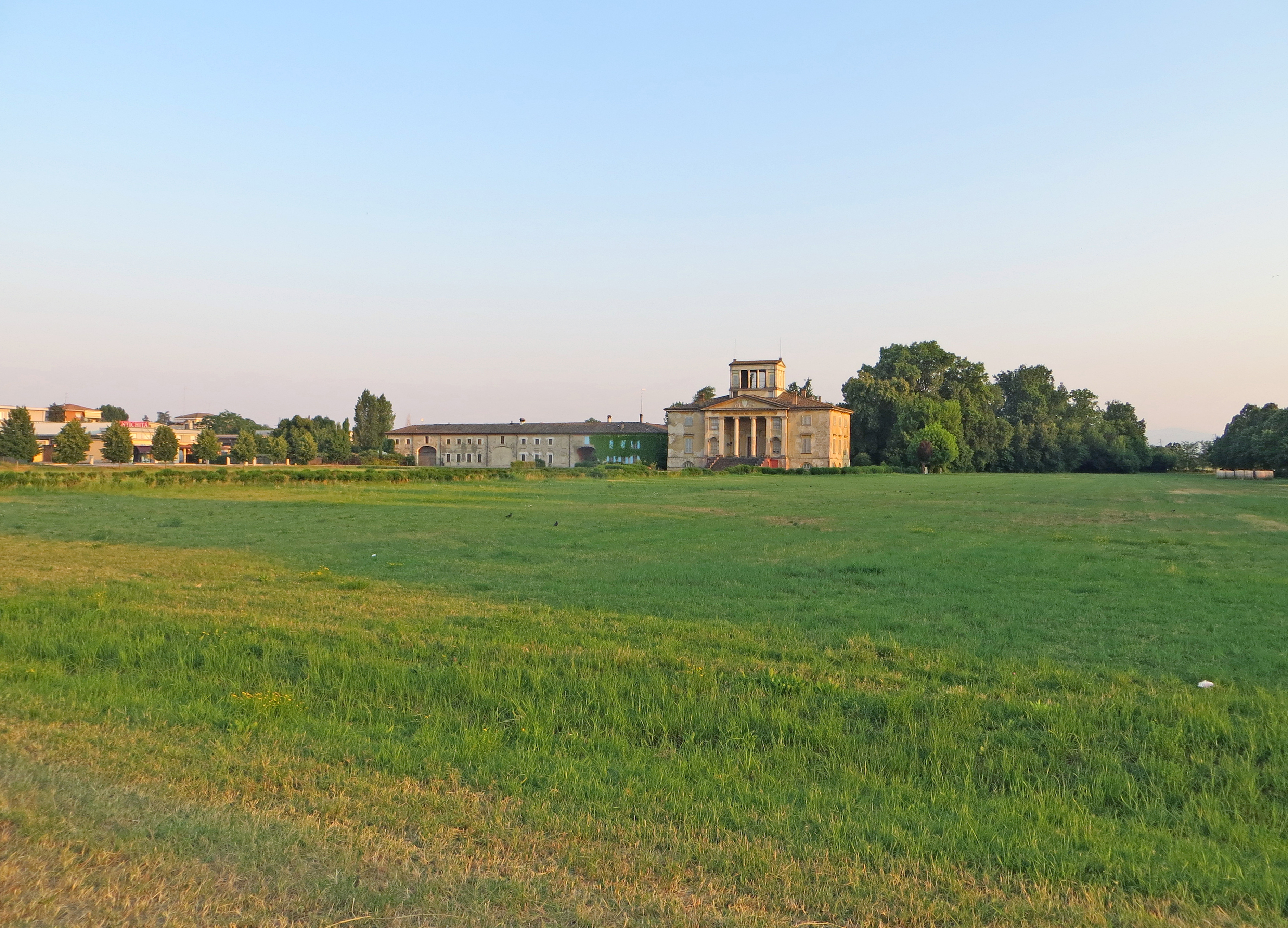
Der Park vor dem Landhaus

Der große Park erstreckt sich nördlich und südlich des Landhauses. Der nördliche Teil mit Rasenfläche, östlich und westlich von Pflanzenreihen begrenzt, wird in der Mitte durch die Eingangsallee durchzogen, die zu einem runden Platz führt, der von Hecken begrenzt ist. Der südliche Teil mit Wald hat einen Fußweg in der Achse der Villa, der sich an einem Brunnen in der Mitte vorbei durch die Bäume bis zu einem Teich zieht.